# Chambertin (cheval)
Pour l’article homonyme, voir Chambertin.
Chambertin (1993 - 9 février 2009) est un étalon de saut d'obstacles bai-brun, du stud-book Holsteiner. Accidenté au début de sa prometteuse carrière sportive, il devient l'un des reproducteurs les plus recherchés chez le Holsteiner.

## Histoire
Il naît en 1993 à l'élevage de Hans Werner Trost, à Brunsbek, en Allemagne,. Chambertin remporte les séries de saut d'obstacles A, L et M. En 1998 et 1999, il remporte avec Jörg Naeve les qualifications finales du Bundeschampionat à Warendorf. En 1999, il est sacré champion national Holsteiner. Peu de temps après, une rupture du ligament croisé met fin brusquement à sa carrière sportive.
Durant les dernières années de sa vie, il est stationné comme reproducteur au haras Birkhof à Donzdorf, dans le Bade-Wurtemberg.
Il est euthanasié le 9 février 2009, à l'âge de 16 ans, car sa blessure sportive s'est aggravée au fil des années, et ne pouvait plus être soignée.

## Description
Chambertin est un étalon bai-brun, inscrit au stud-book du Holsteiner. Il toise 1,69 m,. Il transmet un style de saut très élastique.

## Origines
C'est un fils de l'étalon Cambridge et de la jument Désirée IV, par Cor de la Bryère, ; il provient de la célèbre souche du Holsteiner 18 a 2.

## Descendance
Il est l'un des meilleurs étalons de saut du monde, avec une valeur de reproduction de 146 points en 2008. En 2005 et 2006, huit et six de ses descendants, respectivement, étaient qualifiés pour le Bundeschampionat. Chambertin a laissé plus de 100 descendants enregistrés et huit étalons autorisés, dont Chalan et Codec.
Parmi ses plus célèbres fils figurent Catch me if you can, Chacco-Blue, le champion olympique Cedric, Can do, et Cazaro. Son fils Chambertin Chamiro, né en 2005, a remporté les 30 jours d'essai à Neustadt / Dosse.
Visualiser la lignée de Chambertin sous forme de graphe